# Kim Valentin
Kim Valentin (nascido em 19 de março de 1963, em Rødovre) é um político dinamarquês, membro do Folketing pelo partido político Venstre. Ele foi eleito para o parlamento nas eleições legislativas dinamarquesas de 2019.

## Carreira política
Valentin foi eleito para o conselho municipal do município de Gribskov nas eleições locais dinamarquesas de 2005 e faz parte do conselho municipal desde então. Ele foi eleito para o parlamento nacional na eleição de 2019, onde obteve 3.448 votos.